# Hans Klomp
Hans M. Klomp (Amsterdam, 21 februari 1902 – Den Haag, 7 november 1987), was een Nederlands dichter en nationaalsocialistisch journalist. Hij gebruikte het pseudoniem Mien Proost.

## Beginjaren
Hans Klomp doorliep het St.-Ignatiuscollege te Amsterdam. Na zijn studie was hij werkzaam in het onderwijs en als bibliothecaris. Hierna koos hij voor het journalistieke vak. Hij schreef poëzie voor literaire tijdschriften zoals Roeping, De Gemeenschap en Het Venster. Zijn debuut, de dichtbundel Het middelbaar onderwijs en andere gedichten uit 1929 werd gepresenteerd als het schrijfsel van een zeventienjarig meisje met de naam Mien Proost. De dichtbundel opent met een brief aan Albert Kuyle, destijds medewerker van De Gemeenschap, met het verzoek om publicatie. Het rookgordijn van het pseudoniem was al snel opgetrokken maar desondanks werd in 1935 een tweede dichtbundel gepubliceerd onder de naam Mien Proost. Met deze bundel bracht Klomp Mien Proost ten grave, want de bundel Tot Slot was tevens zijn laatste. Zijn dichterlijk werk was sterk ironisch van toon en inhoud. Het doet denken aan de poëzie van Jan Greshoff.

## Oorlogsjaren
In 1940 kwam Hans Klomp bij de Nationaal-Socialistische Beweging (NSB) van Anton Mussert terecht. Hij werd redacteur van het propagandistische NSB-weekblad Volk en Vaderland. Daarnaast was hij ook bestuurder van het letterengilde, de schrijversafdeling van de Nederlandsche Kultuurkamer en een medewerker van het Lectoraat. In februari 1942 steunde hij Henri Bruning toen deze niet geschikt werd geacht voor het eindredacteurschap van De Schouw. Sommige nationaalsocialisten vonden Bruning niet radicaal genoeg. Andere pseudoniemen van Klomp gedurende de oorlogsjaren waren Kameraad Pijlenboog en M. Opstro.

## Na de oorlog
In 1947 werd hij vrijgesproken van collaboratie met de Duitsers. Verschillende bronnen claimen dat hij in de oorlog onderdak heeft geboden aan een Joods gezin, maar daar is nooit enig bewijs voor gevonden. Hij heeft hierna nooit meer gepubliceerd hoewel zijn eerste dichtbundel nog een keer is uitgegeven in 1965.